# (4723) Wolfgangmattig
(4723) Wolfgangmattig est un astéroïde de la ceinture principale découvert le 11 octobre 1937 par l'astronome allemand Karl Wilhelm Reinmuth à l'Heidelberg (024). Sa désignation provisoire était 1937 TB.

## Caractéristiques
Sa distance minimale d'intersection de l'orbite terrestre est de 1,148 640 ua.